# Gisshultasjön (Nässjö socken, Småland, 638890-143910)
Gisshultasjön är en sjö i Nässjö kommun i Småland och ingår i Emåns huvudavrinningsområde. Sjön har en area på 0,288 kvadratkilometer och ligger 257 meter över havet. Sjön avvattnas av vattendraget Emån.

## Delavrinningsområde
Gisshultasjön ingår i det delavrinningsområde (639002-143777) som SMHI kallar för Utloppet av Gisshultasjön. Avrinningsområdets medelhöjd är 287 meter över havet och ytan är 14,58 kvadratkilometer. Räknas de 4 delavrinningsområdena uppströms in blir den ackumulerade arean 32,8 kvadratkilometer. Delavrinningsområdets utflöde Emån mynnar i havet. Delavrinningsområdet består mestadels av skog (60 procent), öppen mark (12 procent) och jordbruk (13 procent). Avrinningsområdet har 0,29 kvadratkilometer vattenytor vilket ger det en sjöprocent på 1,9 procent. Bebyggelsen i området täcker en yta av 1,52 kvadratkilometer eller 10 procent av avrinningsområdet.